# Giorgio Malan
Giorgio Malan (Torino, 27 gennaio 2000) è un pentatleta italiano. Ha vinto la medaglia di bronzo alle Olimpiadi di Parigi 2024.
Giorgio Malan l'unico pentatleta europeo ad essersi laureato campione continentale in tutte le categori: under 17 a Solihull 2016, under 19 a Drzonkow 2018, juniores a Berna 2021 e senior a Cracovia 2023.

## Biografia
Malan frequenta il corso di laurea in Economia e Management presso la LUISS.
Si è messo in mostra ai Giochi olimpici giovanili di Buenos Aires 2018 dove si è classificato sesto nella prova individuale. Nella squadra mista ha ottenuto il quarto posto gareggiando con la francese Emma Riff.
Ai III Giochi europei di Cracovia 2023 ha vinto l'oro nell'individuale, precedendo sul podio il campione olimpico in carica Joseph Choong e l'ungherese Csaba Bőhm. Il risultato ha consentito alla nazionale italiana di ottenere una carta olimpica per i Giochi olimpici estivi di Parigi 2024. Ha inoltre vinto il bronzo nella gara a squadre maschile, con Roberto Micheli e Matteo Cicinelli. Agli europei di Budapest 2024 ha ottenuto due ori, nella staffetta maschile (insieme a Cicinelli) e nella gara a squadre, e l'argento nella gara individuale. Alle successive Olimpiadi di Parigi conquista la medaglia di bronzo, riportando l'Italia sul podio olimpico nel pentathlon trentadue anni dopo Barcellona 1992 (a squadre) e trentasei anni dopo l'ultima medaglia individuale (Carlo Massullo a Seoul 1988)

## Palmarès
- Giochi olimpici

Parigi 2024: bronzo nell'individuale.
- Giochi europei

Cracovia 2023: oro nell'individuale; bronzo nella gara a squadre maschile.
- Europei

Budapest 2024: oro nella staffetta maschile e nella gara a squadre maschile; argento nell'individuale.